# Samuel Wazizi
Samuel Wazizi est un journaliste camerounais mort en prison après dix mois de détention,. L'administration camerounaise cache le décès à la famille pendant les dix mois. Aucun corps n'est restitué pour des obsèques.

## Biographie

### Carrière
Il est reporter d’image et présentateur d’une émission à Chillen Music Television,, CMTV, une chaîne régionale privée anglophone dans la ville de Buéa dans la région du Sud-Ouest du Cameroun.
Il dénonce la gestion de la crise anglophone au Cameroun,.

## Faits

### Arrestation et transfert
Arrêté à Buéa dans la région du Sud-Ouest le 2 août 2019 par le 31e Bataillon d’Infanterie Motorisé (BIM), Wazizi est soupçonné de complicité et d'intelligence avec les sécessionnistes et terroristes. Il est accusé de collusion avec les séparatistes. Il lui est reproché de fournir des informations aux séparatistes. Il est ensuite détenu au secret puis transféré à Yaoundé.  

### 14 audiences après sa mort
Pendant ces mois, aucune information sur son état n'est communiquée à ses avocats. Ils assistent aux 14 audiences qui ont lieu sur environ 10 mois sans savoir qu'il est mort. Son corps n'est pas restitué à sa famille. 

### Annonce de la mort
Les soupçons de disparition commencent lorsque, supposé détenu, il est absent à l'audience du procès du 28 mai 2020. Ses proches sont restés 10 mois sans nouvelles depuis sa disparition.
Le mardi 2 juin 2020, Cédrick Noufele d'Equinoxe Télévision annonce « Après la détention au secret de ce journaliste et l’absence totale de nouvelle, Equinoxe TV révèle en exclusivité que Samuel Wazizi est mort. Selon des sources proches de la haute hiérarchie militaire, à la suite de son arrestation à Buea, il a subi des sévices à tel point que son état de santé s’est dégradé. ».
L'armée confirme sa mort en détention; le communiqué est signé du chef de division à la communication au ministère de la Défense.

## Enquêtes
Le 5 juin 2020 à la sortie de sa deuxième audience en l'espace de 2 mois, M. Guilhou, l'ambassadeur de France au Cameroun, annonce avoir obtenu du Président de la République Paul Biya, la promesse, de l’ouverture d’une enquête,. Elle va déterminer les causes et les circonstances de la mort de Samuel Wazizi. La CRTV parle de décès à la suite d'une sepsis sévère,.

## Réactions
Audrey Azoulay, la Directrice générale de l’UNESCO, a appelé les autorités camerounaises à éclaircir les circonstances de la mort en détention de Samuel Wazizi : « Je suis gravement préoccupée par les circonstances entourant la mort de Samuel Wazizi, J’appelle les autorités à faire la lumière sur les événements ayant conduit à sa disparition en s’assurant que toute atteinte à ses droits de journaliste et de détenu soit portée à la connaissance de la justice ».

### Alertes dans la presse
La presse se mobilise dès son arrestation et après l'annonce de sa mort,,,,,. Le Cameroun est 134e sur 180 au classement mondial RSF de la liberté de la presse.

### Suites judiciaires
Mardi 9 juin 2020, un collectif d'ONG et des avocats réclament une enquête transparente, indépendante et impartiale et justice. L'ambassadeur américain à Yaoundé adresse une lettre de soutien à ses avocats et dit suivre de près le déroulement de l'affaire. Un collectif "justiceforwazizi" se met sur pieds.
En octobre 2020, le ministre français des Affaires étrangères, Jean-Yves Le Drian, évoque cette affaire lors d'une séance de réponses aux questions des représentants du peuple en France.
Le 5 avril 2021, Le ministre de la Défense répond à l'assemblée que l'affaire est en cours au tribunal.